# Camel case
Pour les articles homonymes, voir Camel.

Lower camel case illustrée par un dromadaire.

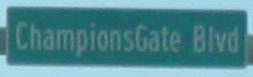
Upper camel case sur un panneau de direction vers le boulevard Champions Gate

La camel case (« casse chameau ») est un style de notation commun en programmation informatique. Il sépare les mots en faisant varier la casse typographique plutôt qu’en insérant des espaces et une ponctuation. Les mots sont accolés et écrits en minuscule, sauf la première lettre de chaque mot qui est majuscule. Ce terme fait référence au dos d’un chameau dont les bosses représentent les majuscules.
On distingue deux variantes selon que la toute première lettre est aussi majuscule ou non : PascalCase et camelCase (camelCase), ou « casse chameau basse ». Ces termes permettent de désambiguïser la définition face aux conflits de nommage entre différents documents techniques.

## Origine
En alphabet latin, la notation semble avoir été pratiquée en premier par les Écossais pour écrire leurs noms de famille, comme le clan MacLeod. Plus tard, elle a été utilisée par des marques ou entreprises, par exemple CinemaScope en 1953, ou plus tard PlayStation, YouTube, iPhone, etc.
La plupart de ces mots sont anglais. Le français est moins propice à l’utilisation de la camel case à cause de ses fréquentes particules « le », « de », « à », etc.

## Utilisation

### Programmation informatique
Dans les années 1970 cette notation est adoptée pour nommer des fichiers, variables, fonctions ou classes dans de nombreux langages de programmation informatique. Ces noms doivent en effet être constitués de lettres et de chiffres sans espace.
Exemple en JavaScript : 
```
const
 
body
 
=
 
document
.
getElementsByTagName
(
"body"
);

const
 
myFirstParagraph
 
=
 
document
.
createElement
(
"p"
);

const
 
helloWorld
 
=
 
document
.
createTextNode
(
"Hello, world!"
);

myFirstParagraph
.
appendChild
(
helloWorld
);

body
.
item
(
0
).
appendChild
(
myFirstParagraph
);

```

Une alternative courante à la camel case est la snake case basée sur le tiret bas.
La camel case a également été utilisée par les premiers moteurs de wiki pour faciliter la création de liens internes. Un mot en camel case est plus facile à reconnaître par le logiciel, qui peut le remplacer automatiquement par un lien vers la page portant le même nom que le terme rencontré. Un tel mot est alors aussi appelé tag (c’est-à-dire une balise sémantique ou syntaxique) ou camel case link.

## Synonymes

### Anglais
Plus rarement, on trouve les synonymes suivants :
- camel case toute variante :
  - camel back ;
  - bi capitalization ;
  - bumpy caps ;
  - inter caps ;
  - nerd caps ;
  - word mixing ;
- upper camel case :
  - pascal case[1] (PascalCase) ;
  - capitalized words[2] (CapWords) ;
- lower camel case :
  - mixed case[2] (mixedCase).

### Français
L'Office québécois de la langue française recommande les termes :
- notation chameau ;
- casse (de) chameau ;
- casse mixte.

En rapport avec les wiki, on trouve aussi :
- mot wiki ;
- wiki mot ;
- chat mot.